# Nomada salicicola
Nomada salicicola är en biart som beskrevs av Swenk 1913. Nomada salicicola ingår i släktet gökbin, och familjen långtungebin. Inga underarter finns listade i Catalogue of Life.